# 台南公園
臺南公園（台語：Tâi-lâm Kóng-hn̂g），前稱中山公園，是一座位於臺灣臺南市北區的公園，於1917年創立開園，為該市最古老及最大的公園。佔地4萬餘坪（15甲），當時身兼熱帶實驗林。
2001年，該公園恢復舊名臺南公園。並於2018年登錄為文化景觀。自創設之初，公園即陸續移入或設置歷史主題的紀念物，使公園成為代表臺南歷史的展示空間，園區多個設施已具有文化資產身份。

## 沿革

此池日治時期稱為大和池，今一般稱蓮花池。後方為重道崇文坊與建園之初即有的洗石子橋。

### 建園前

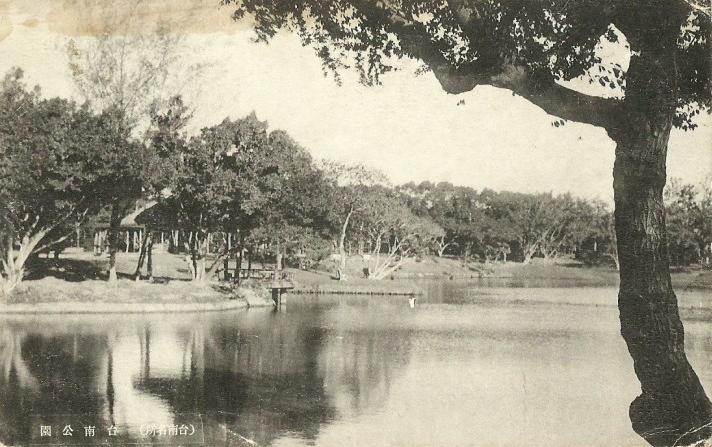
日治時期臺南公園燕潭

現今的公園，在清領時期，大部分都是位於臺灣府城大北門城外的僻地，臺南城壁從今日公園中間貫穿，而南半位於城內，屬大北門街。
城壁北側有文元溪源頭─燕潭，昔日臺江內海沿岸各村設可以從文元溪運貨到此入府販賣，因而在大北門附近形成市集，得「市仔頭」之稱，而當午後散市之後，這裡便成了遊人流連之處。而在道光年間臺江內海陸化後，文元溪無法再通航，燕潭遂成為單純的風景勝地。當時在燕潭北邊有處決秋決罪犯的高臺，潭邊則有許多老樹，相當於大北門通往寮內、六甲頂的道路之路樹。該地一年四季遊人如織，尤其是在中秋月夜的時候，大北門還因此會在當天延緩關門時間。

### 建園初期

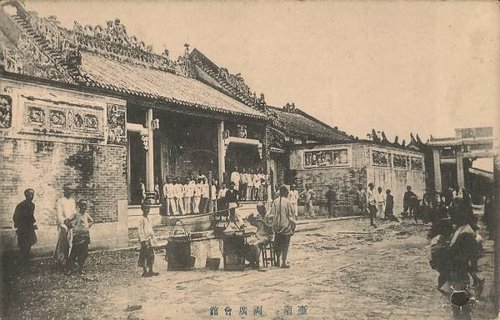
兩廣會館位於今國立台灣文學館東側，原重道崇文坊即位於道路中（今南門路），往南通往全台首學台南孔子廟，後方建築為龍王廟後改建為今市定古蹟台南警察局

日治初期推行市區改正，臺南市區改正委員會即規畫在市區南北各設一處公園。然而，考慮同時興建兩處公園需龐大工費，故優先造營較為僻偏的北公園，以撙節土地買收與地上建物拆遷補償。
日治時期明治44年（1911年）12月，臺南廳長松木茂俊發起臺南公園造營，擇定臺南市大北門街面積15甲餘地域、造營費計19萬圓，預定臺灣總督府補助8萬，剩餘的11萬圓則由要求廳下官民寄附捐獻。但翌年審議結果，造營費小修為17萬圓，寄附金額亦降9萬圓。又由於當時臺南廳範圍遼闊，南至鳳山、打狗，故其中也有鳳山、打狗居民的捐款。
臺南公園設計由臺南廳技師島田宗一郎監督、造園師澤井半之助設計。建園工程可分為造庭與工作物為兩大類。造庭工事中，一半的地域為整地舊城壁、墓地及慈惠院附屬乞食藔（慈善機構，今臺南仁愛之家前身）以興建運動場、競走場、器械運動場、花苑及噴水池等。另一半則為改建魚塭、凹窪地與小丘，使之有假山、飛瀑、橋樑、亭榭等，並有植物苗圃。
大正元年（1912年）十一月臺南公園營造動工，大正6年（1917年）完工，配合臺灣總督府始政22週年紀念日於同年6月17日舉辦開園式。
由於臺南公園兼作熱帶實驗林的關係，所以園內有許多的樹種；昭和9年（1934年），因拓寬幸町道路（今南門路）重道崇文坊遷離臺南警察署前的原址，重組於園內。

### 戰後
二次大戰後，中華民國政府治臺，該公園易名中山公園，並在燕潭中興建了樓臺曲橋。民國六十三年（1974年）時，臺南市立圖書館自原位於吳園後的舊館，移入中山公園內，將綠池填平興建館舍。民國七十九年（1990年），統一企業創辦人吳修齊為紀念母親而捐款建設「念慈亭」及「念慈橋」於燕潭。而在民國八十六年（1997年）6月15日，鳳凰城文史協會舉辦了「臺南公園開園八十週年慶」活動，不過該園當時仍名為中山公園。民國九十年（2001年）時臺南市政府正式將該園名稱，自「中山公園」恢復為「臺南公園」。民國九十四年（2005年），臺南市通過「臺南市珍貴樹木保護自治條例」，與臺南社區大學合作調查了全臺南市的老樹。而在臺南公園中，大小樹木有800多棵，喬、灌木植物約160種，而這些樹木之中有26種、78棵在民國九十六年（2007年）9月6日時被臺南市政府指定為「珍貴老樹」。

### 擴園
原陸軍兵工配件廠以公園路相隔，自清朝即為軍事重地，位於台南公園西側，自軍方遷移後土地規劃再利用經都市計畫檢討後大部分土地將作為公園用地，台南公園將擴大。2005年台南市都市計畫委員會第243次會議審議第五案「變更台南市北區都市計畫（主要計畫）通盤檢討案」專案小組決議：
- 「舊陸軍兵工配件廠內之原日軍步兵第二聯隊官舍群」（第三-3編號）:中密度住宅區1.07公傾變更為古66，古蹟保存區1.07公頃，市定古蹟原日軍步兵第二聯隊官舍群用地範圍地號業經市政府辦理公告在案，依「文化資產保存法」第34、35條規定辦理都市計畫變更
- 「陸軍兵工配件廠」（第四-4編號）:中密度住宅區1.54公傾、商業區0.21公傾變更為觀光藝文商業專用區1.75公頃，配合未來國家圖書館設置觀光藝文商業專用區。提供觀光、藝文等商業需求。
- 「陸軍兵工配件廠」（第五-5、第五-6編號）:中密度住宅區4.39公頃、商業區0.17公頃，變更為公66，面積4.56公頃，陸軍兵工配件廠已無軍事需求，本基地面積大且完整，位於台南公園旁，為提高本市市民生活水準、提供市民休憩場所及串連台南公園，故變更為公園用地。中密度住宅區1.60公傾、商業區0.40公傾，變更為機75機關用地2.00公頃，配合爭取國家圖書館南部分館，變更機關用地供國家圖書館使用。

都委會正式決議:
- 配合「都市計畫公共設施多目標使用辦法」修正公園用地平面多目標使用項目增列圖書館，故本案機關用地部分修正為變更公園用地，以維持公園整體性，並兼顧圖書館使用需求。
- 取消基地北側古蹟保存區與忠義路間沿街商業區，以維持公園用地得以三面臨街道路。
- 考量國防部眷改土地財務平衡問題，公園用地面積西南側修正為沿街商業區，面積一公頃。

2017年，臺南市政府表公66用地，將有民間企業捐建臺南城市館，及南側的臺南轉運站，後者已於2018年3月動工，2020年1月6日啟用。

## 文化資產
- 市定古蹟：重道崇文坊
- 市定古蹟：原台南公園管理所
- 府城史蹟：燕潭曉月
- 北門遺址
- 臺南府城（小北門-北門）北段城牆遺跡

## 園內設施

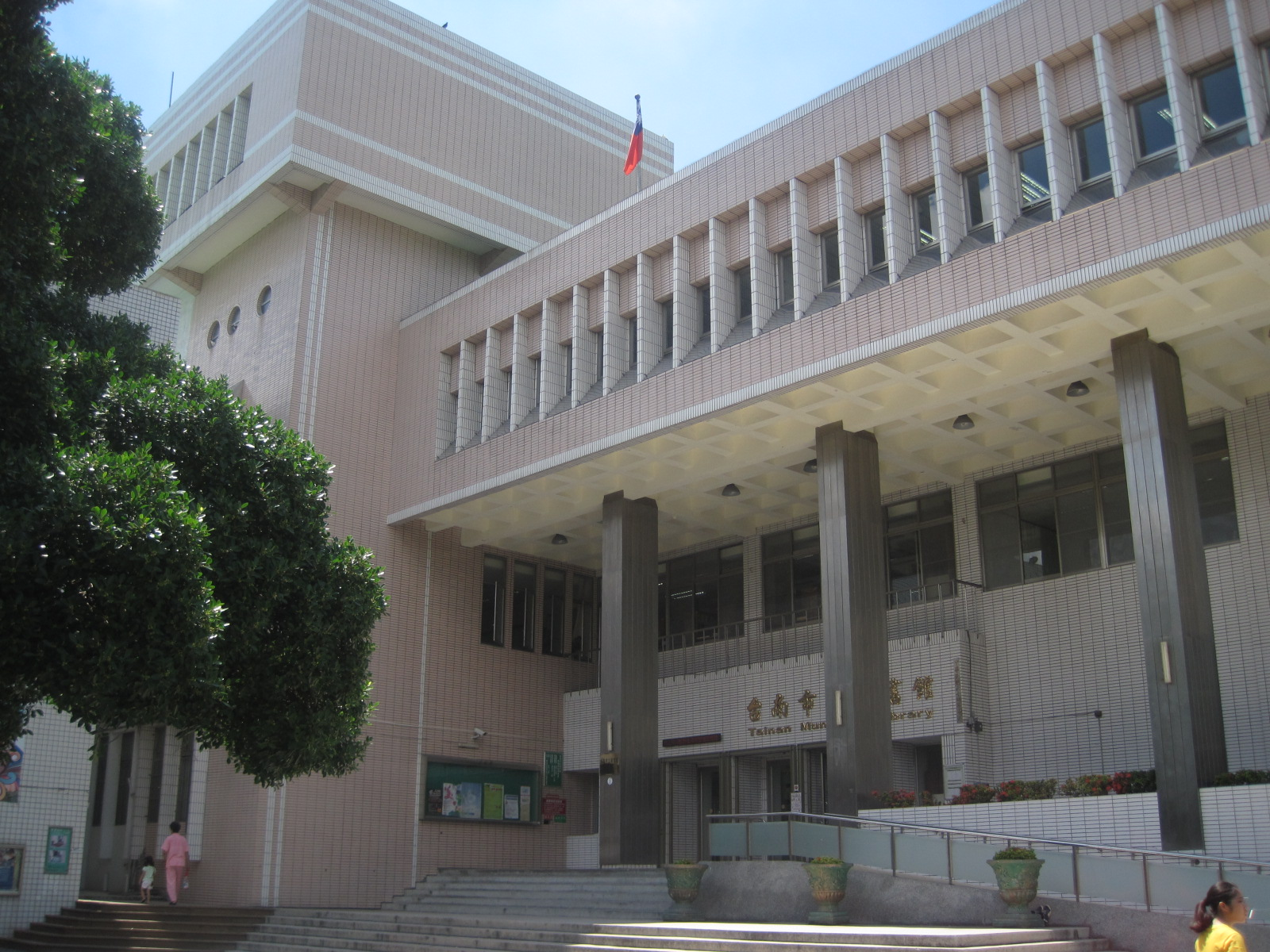
臺南市立圖書館公園總館
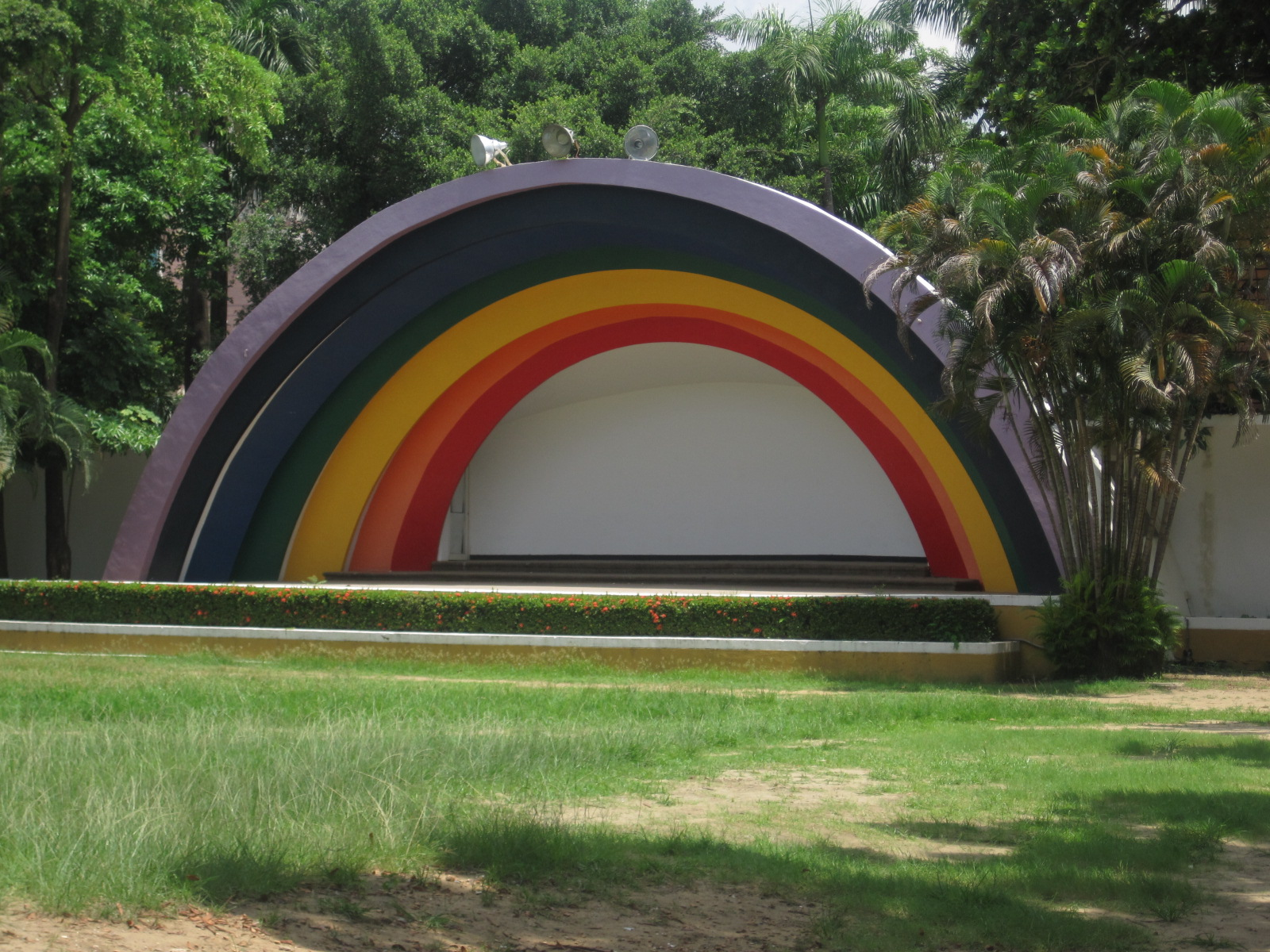
露天劇場
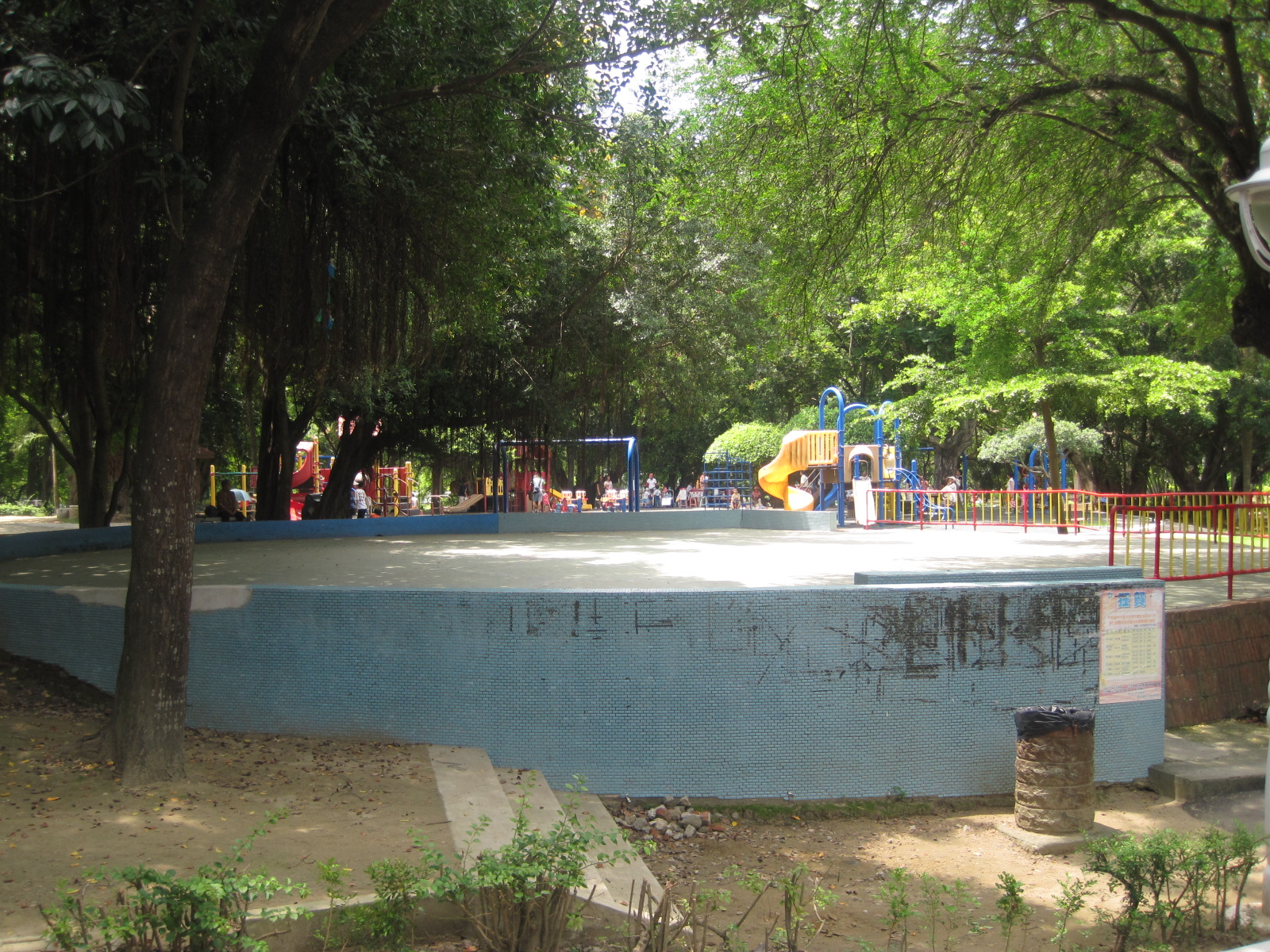
溜冰場與兒童遊樂區
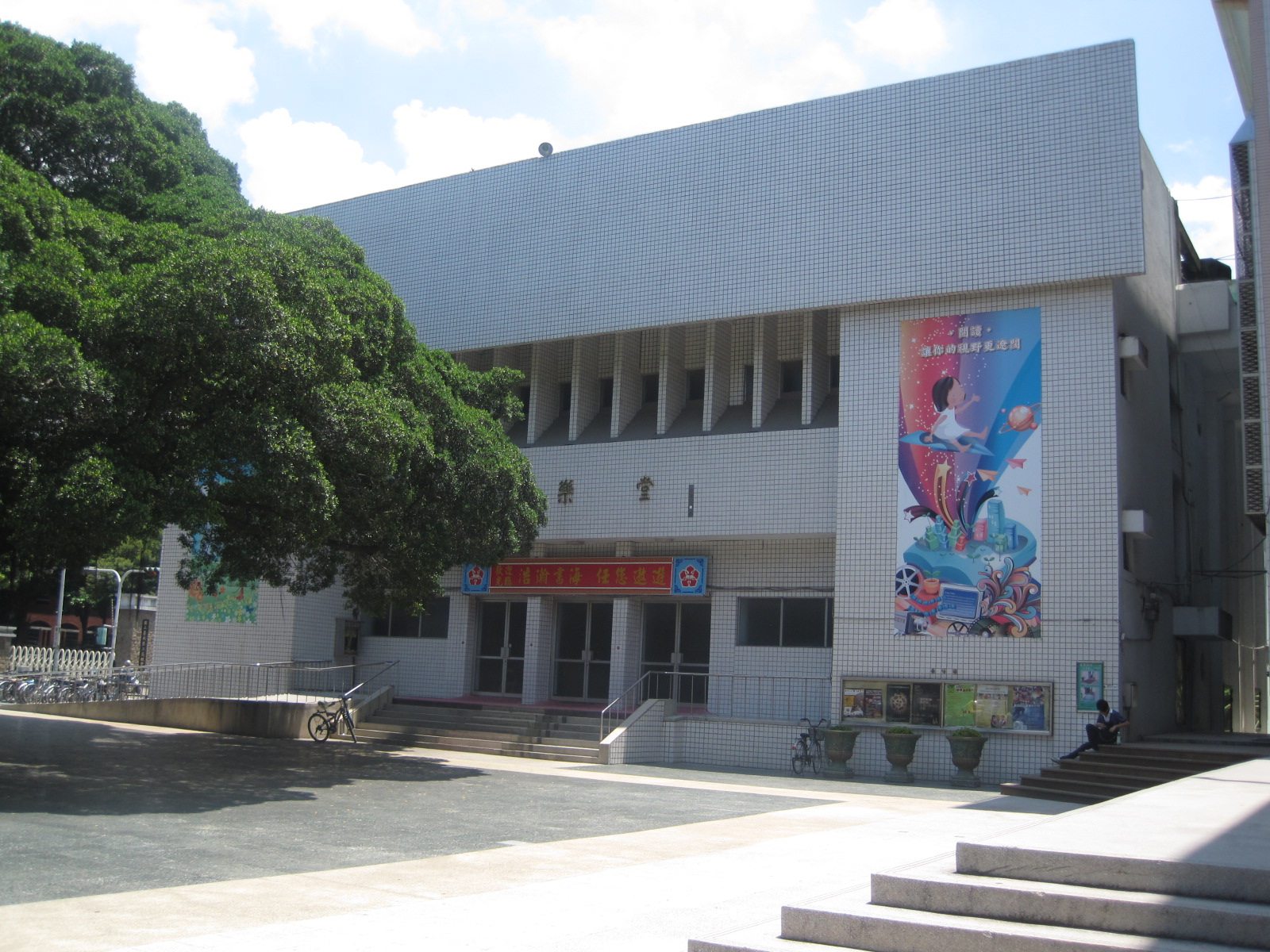
育樂堂
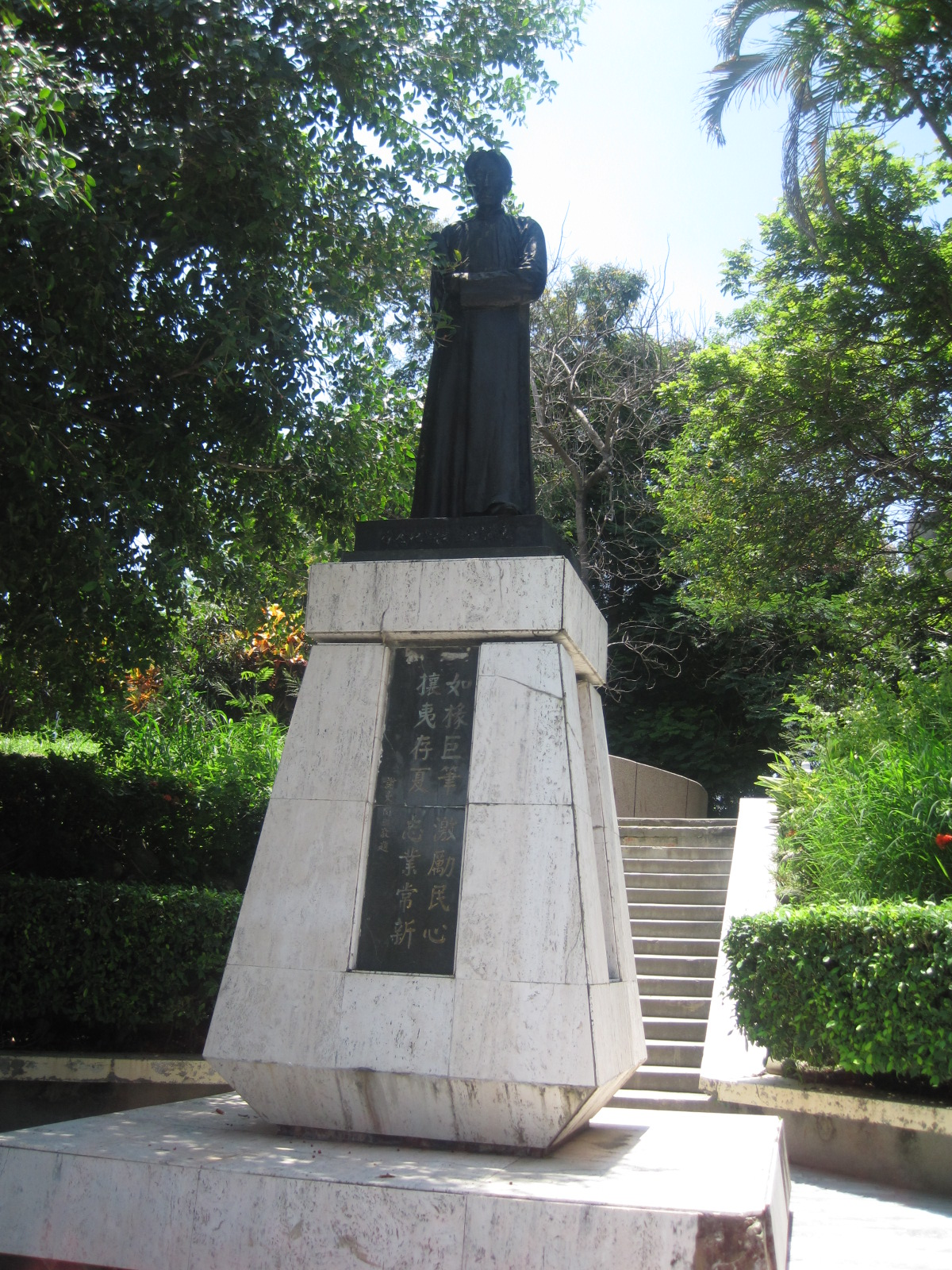
連雅堂銅像
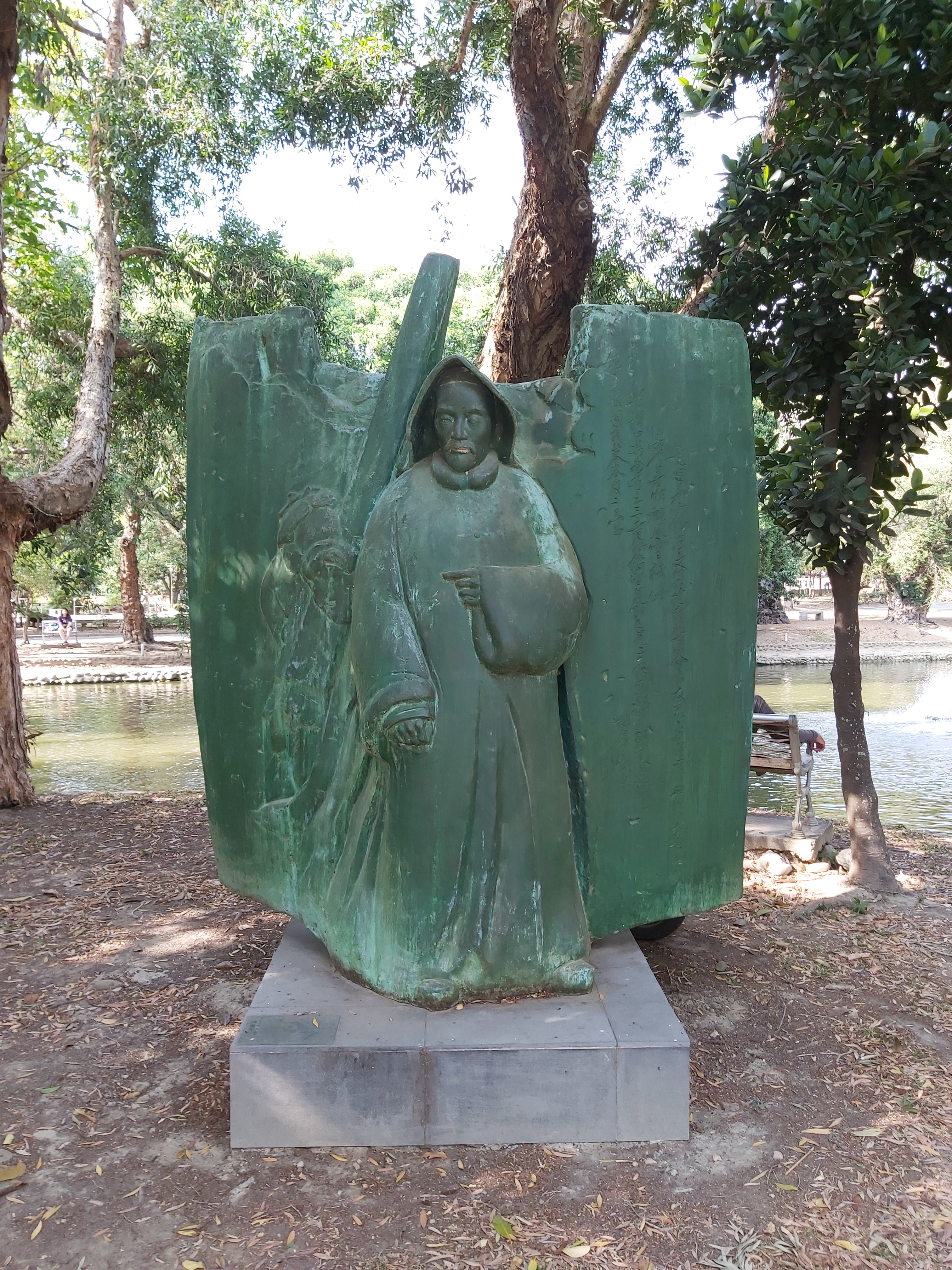
林朝英銅像
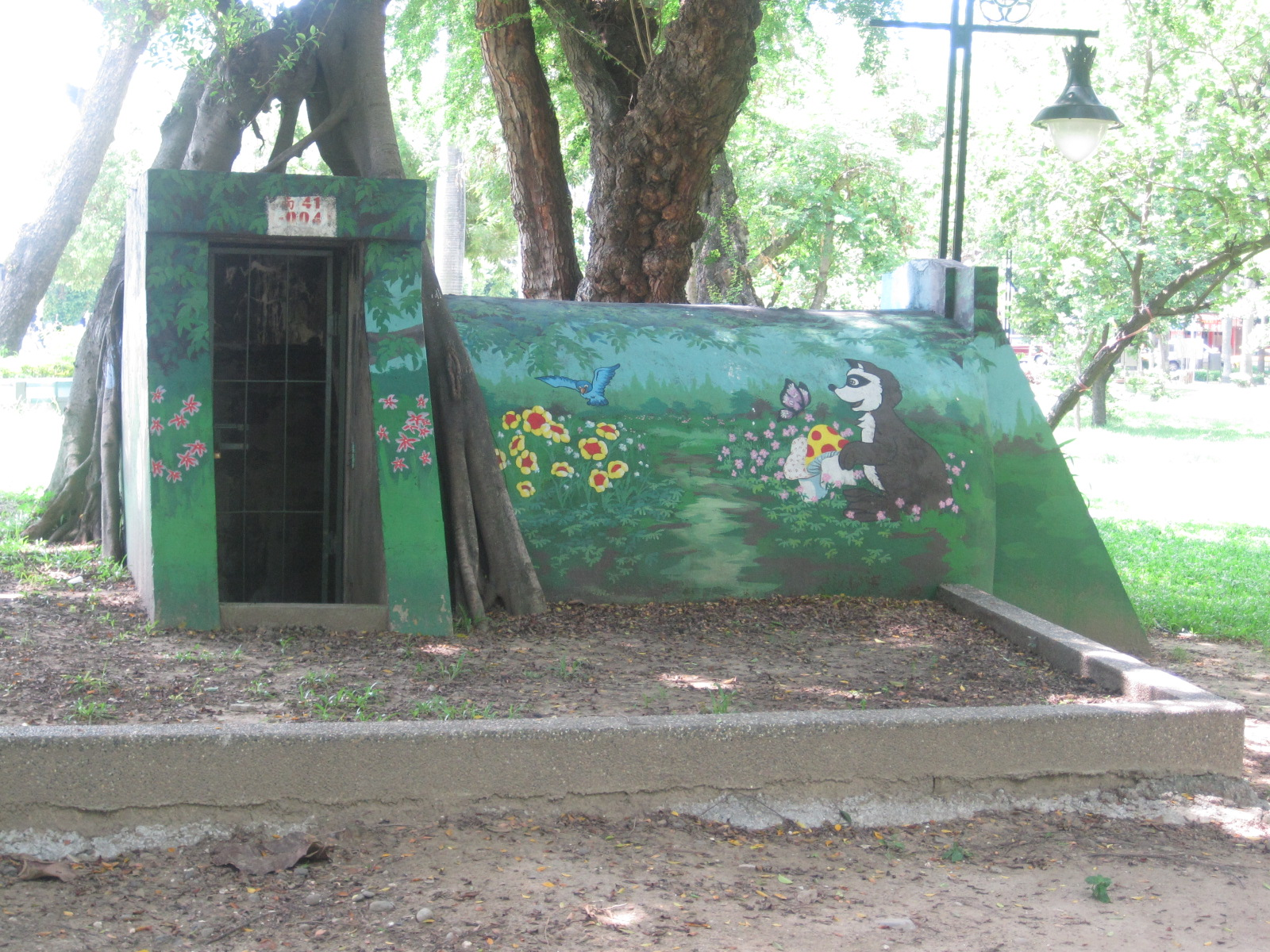
防空洞
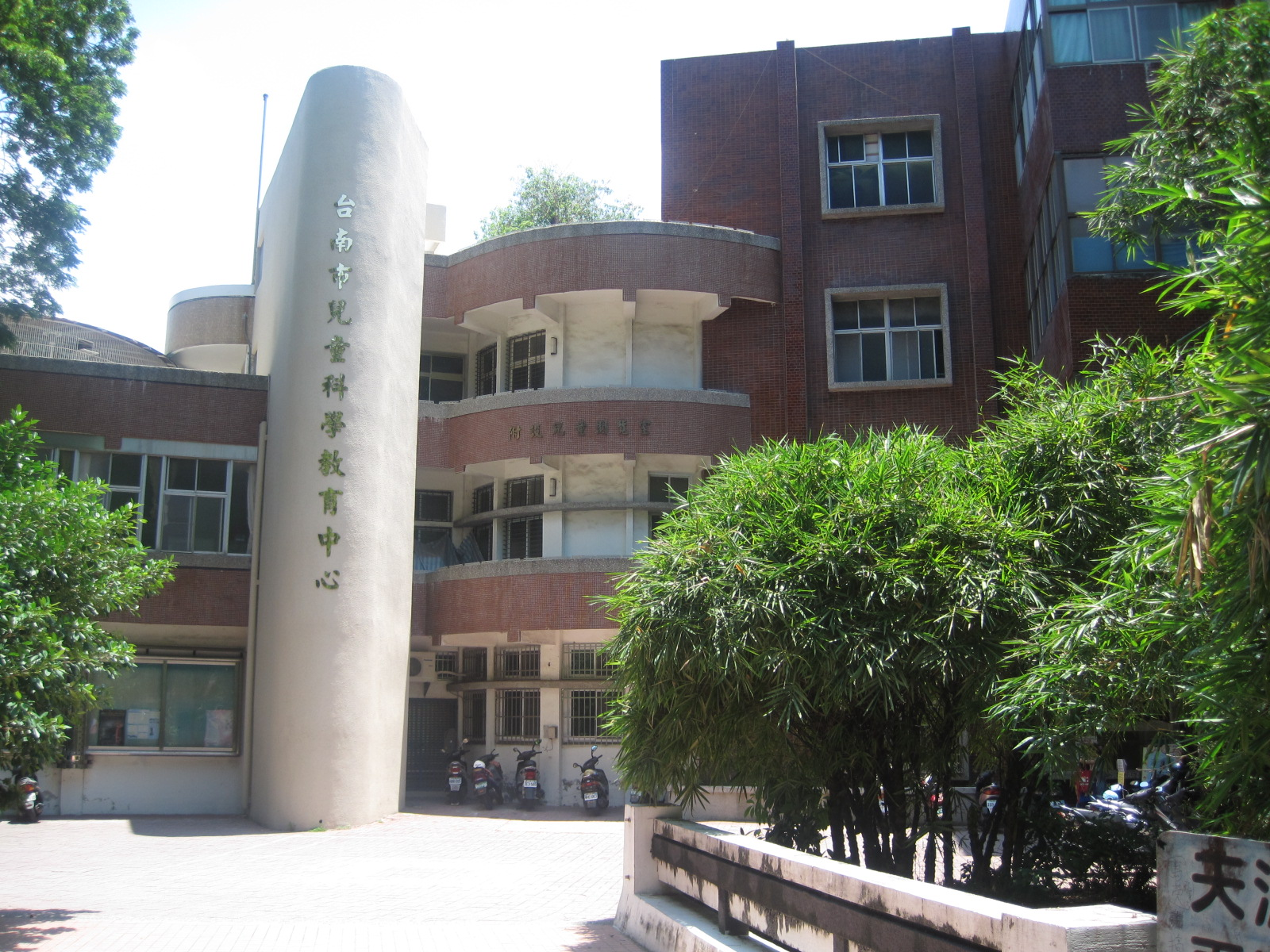
台南市兒童科學教育中心

### 古蹟

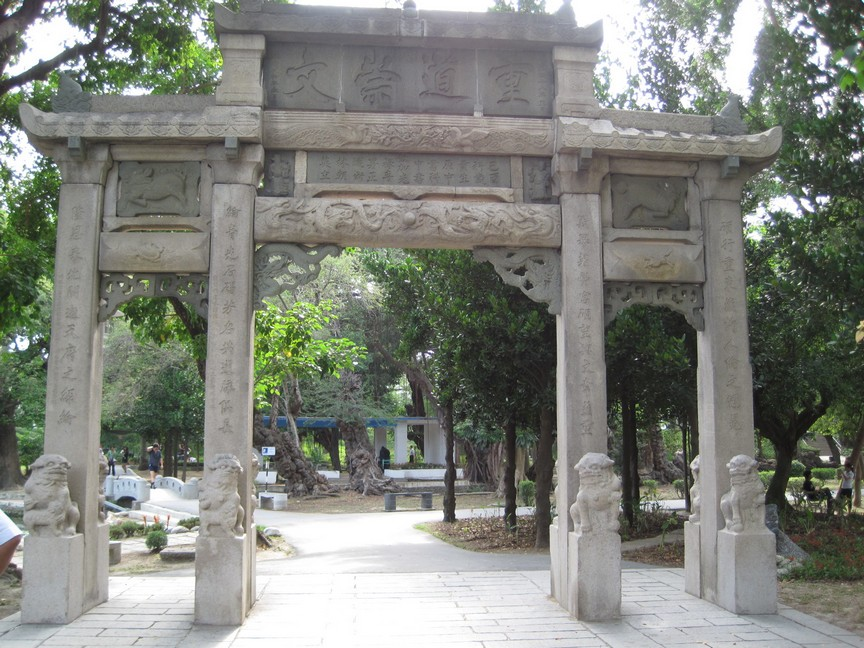
重道崇文坊 （市定古蹟）
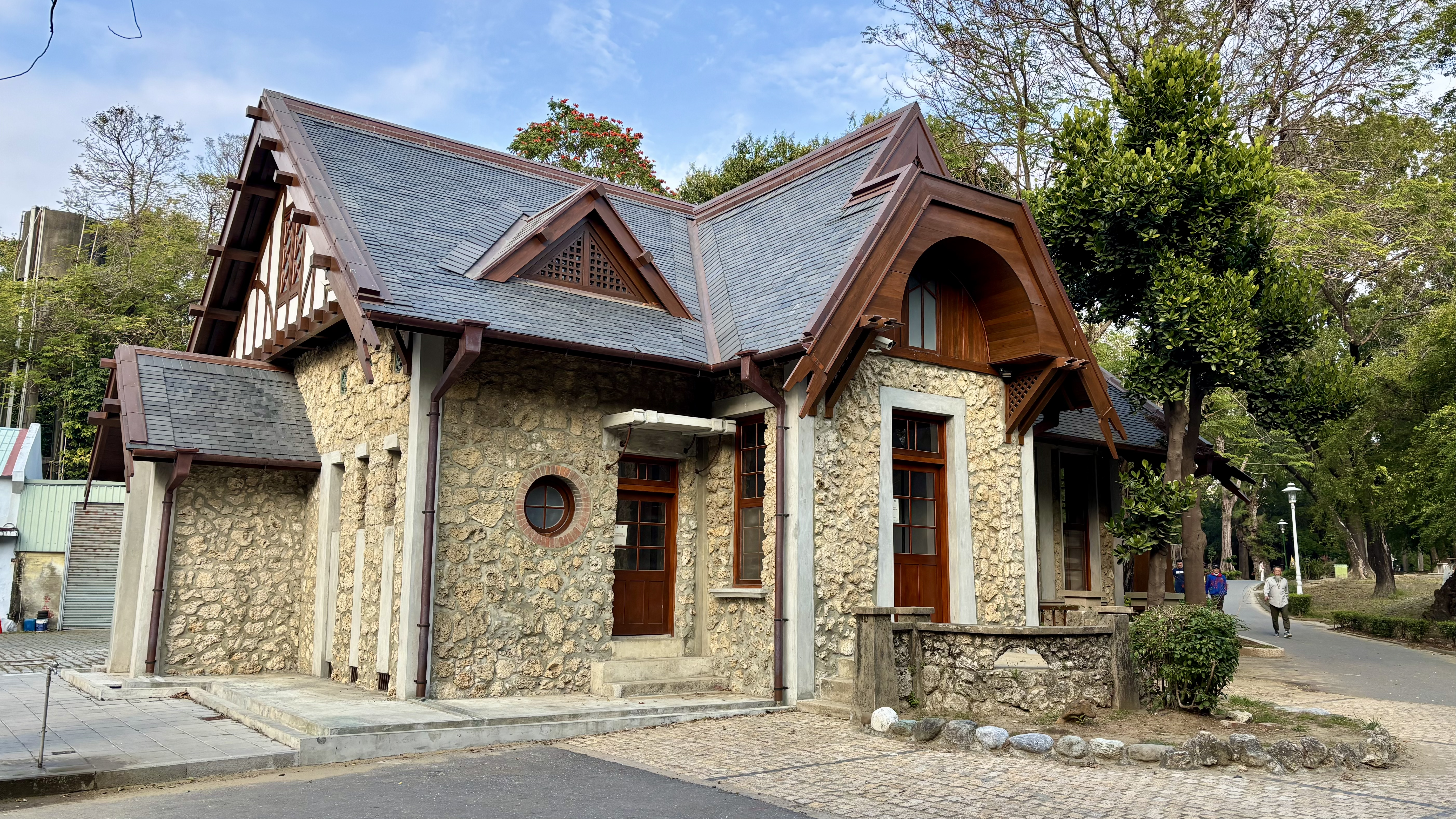
原台南公園管理所 （市定古蹟）
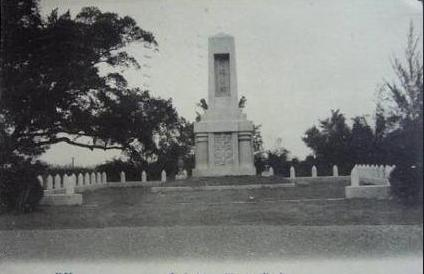
忠魂碑位於西側原運動場高坡，現存遺址
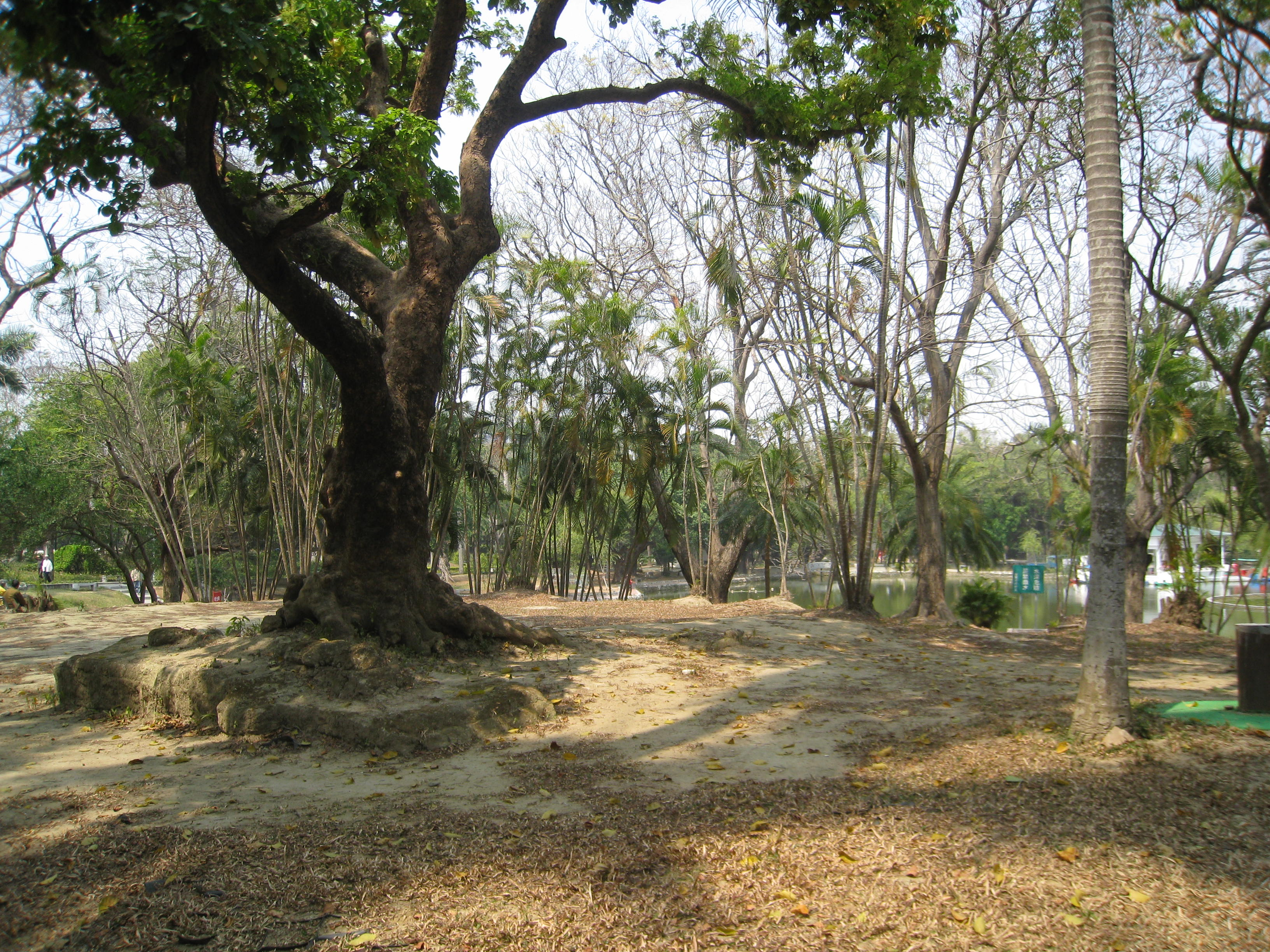
臺南公園疑似城牆遺址
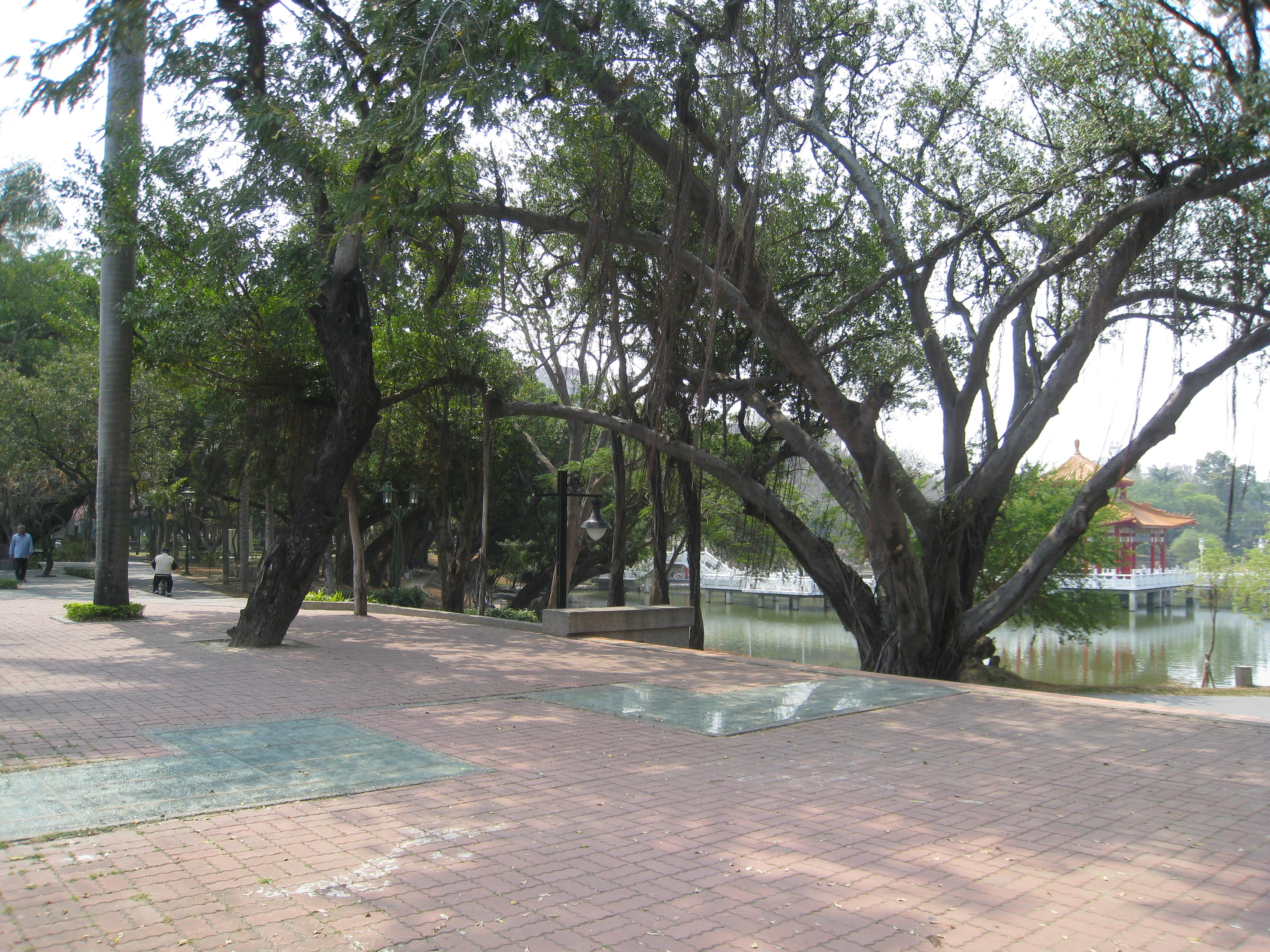
大北門舊址與燕潭
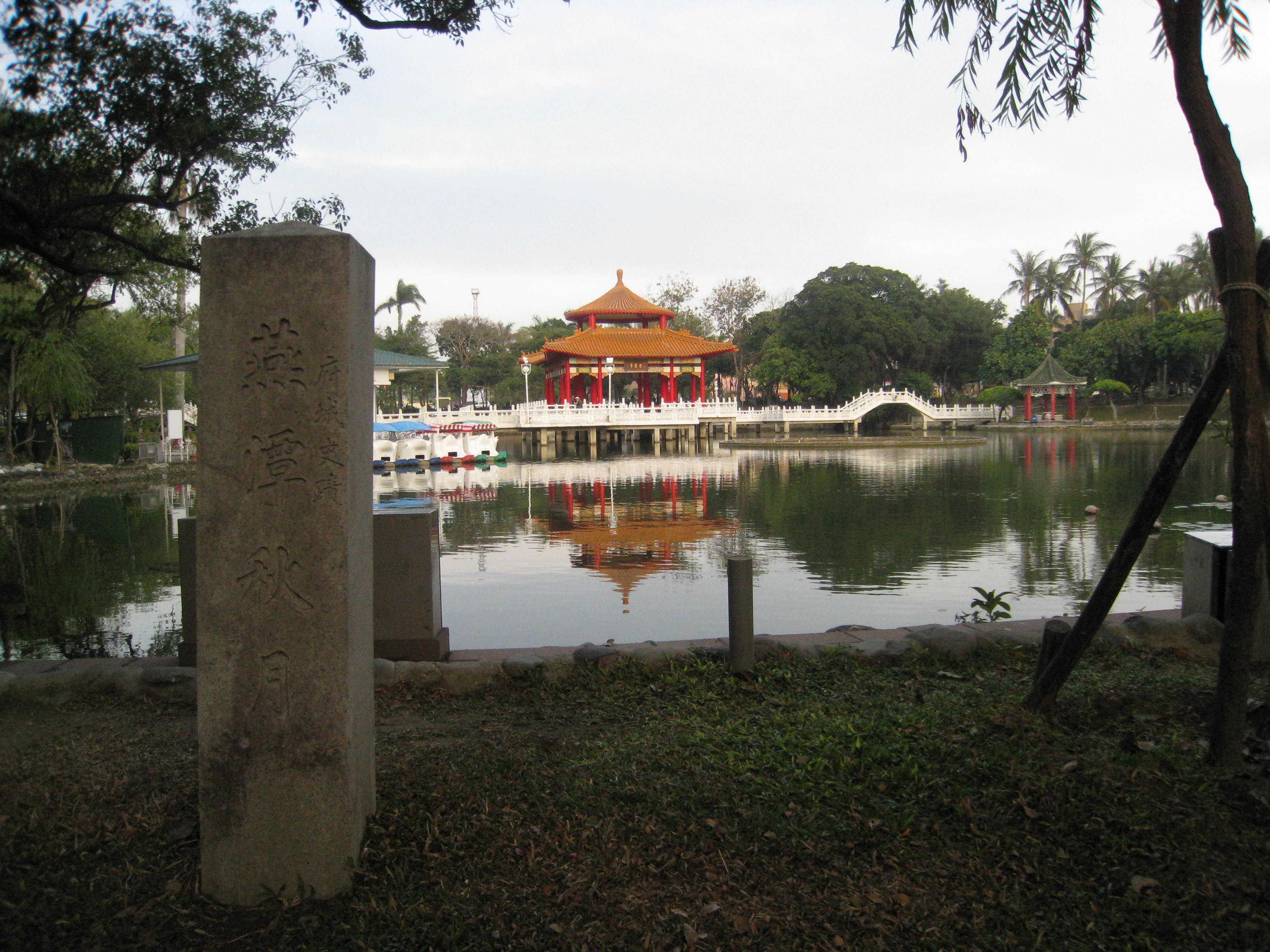
府城史蹟：臺南公園燕潭曉月

### 老樹

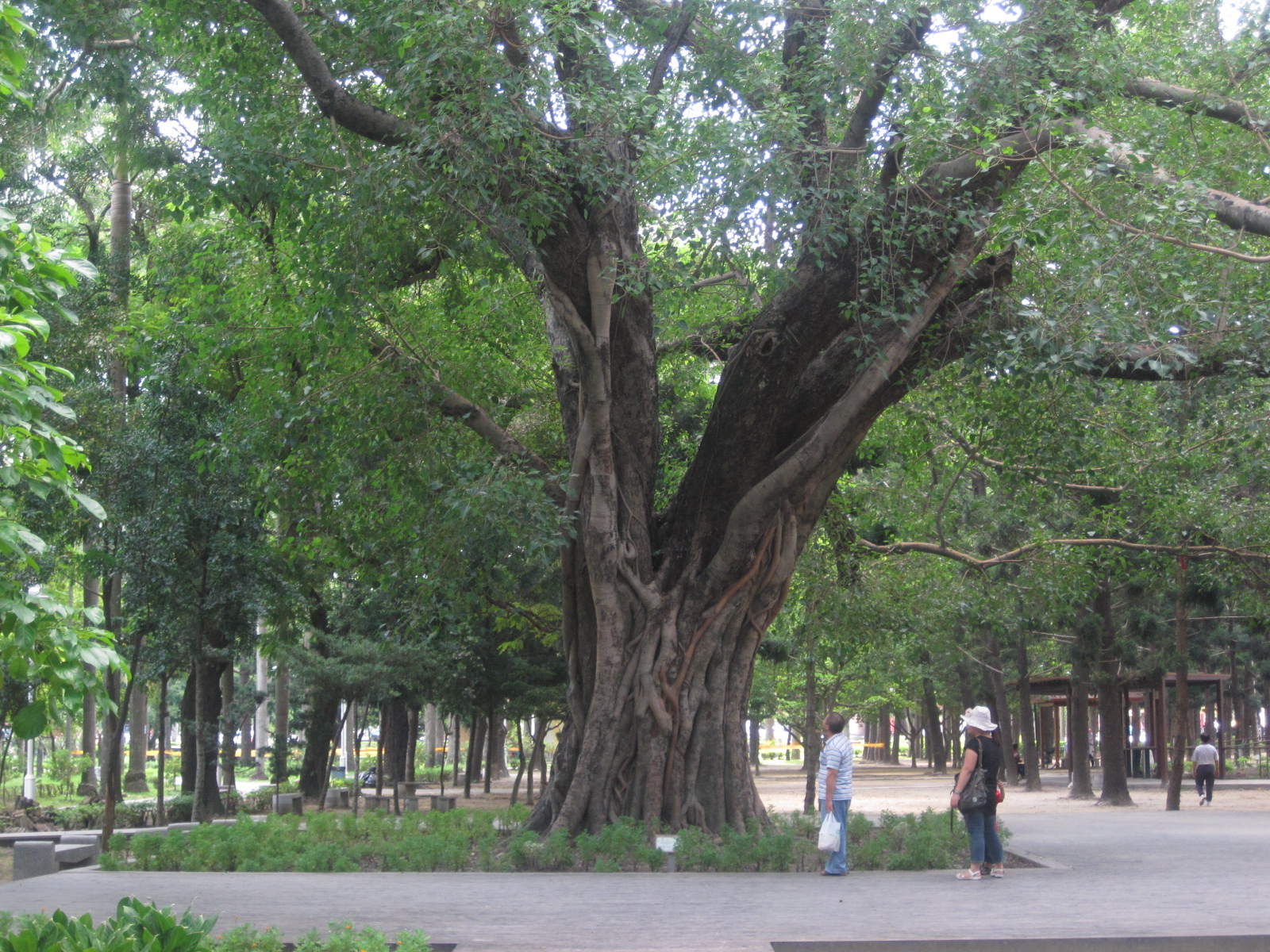
臺灣已知最大的菩提樹，為1901年時所種，位於公園南路側[7][10]。
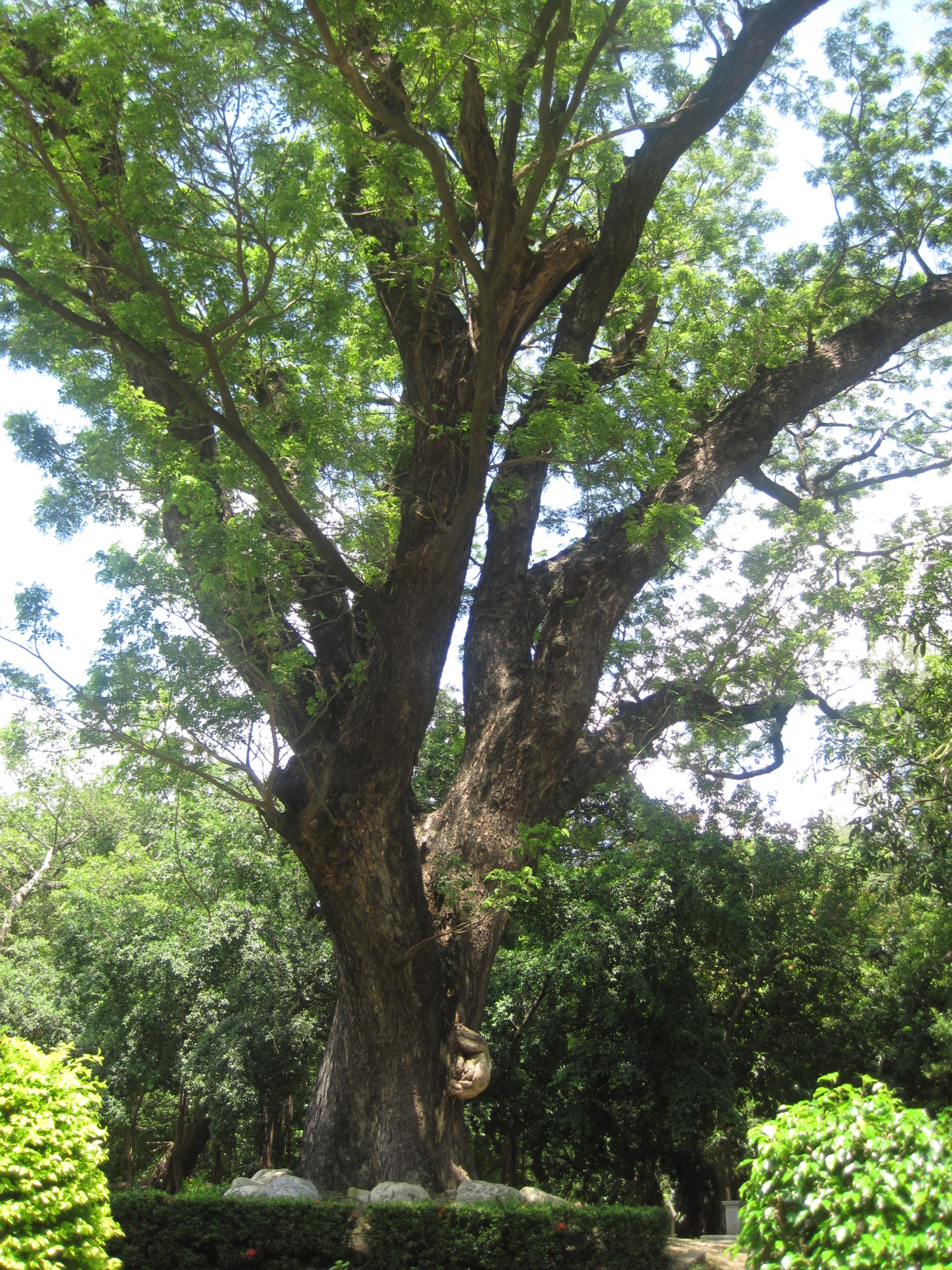
位於公園小丘上的雨豆樹，該地附近即為清朝的古刑場，位於燕潭東北側[7]。
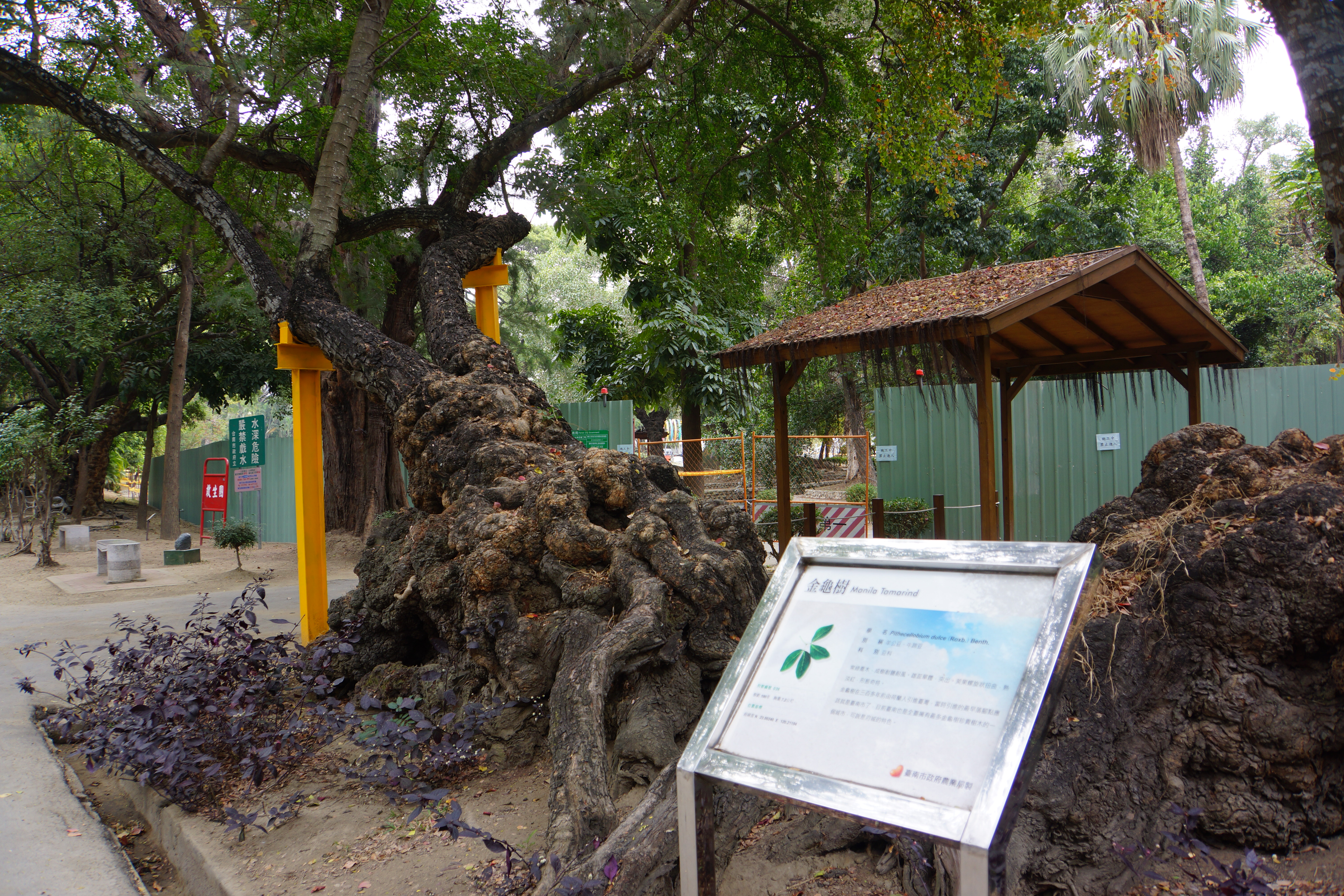
臺灣荷治時期由荷蘭當局引進的金龜樹。

### 景觀

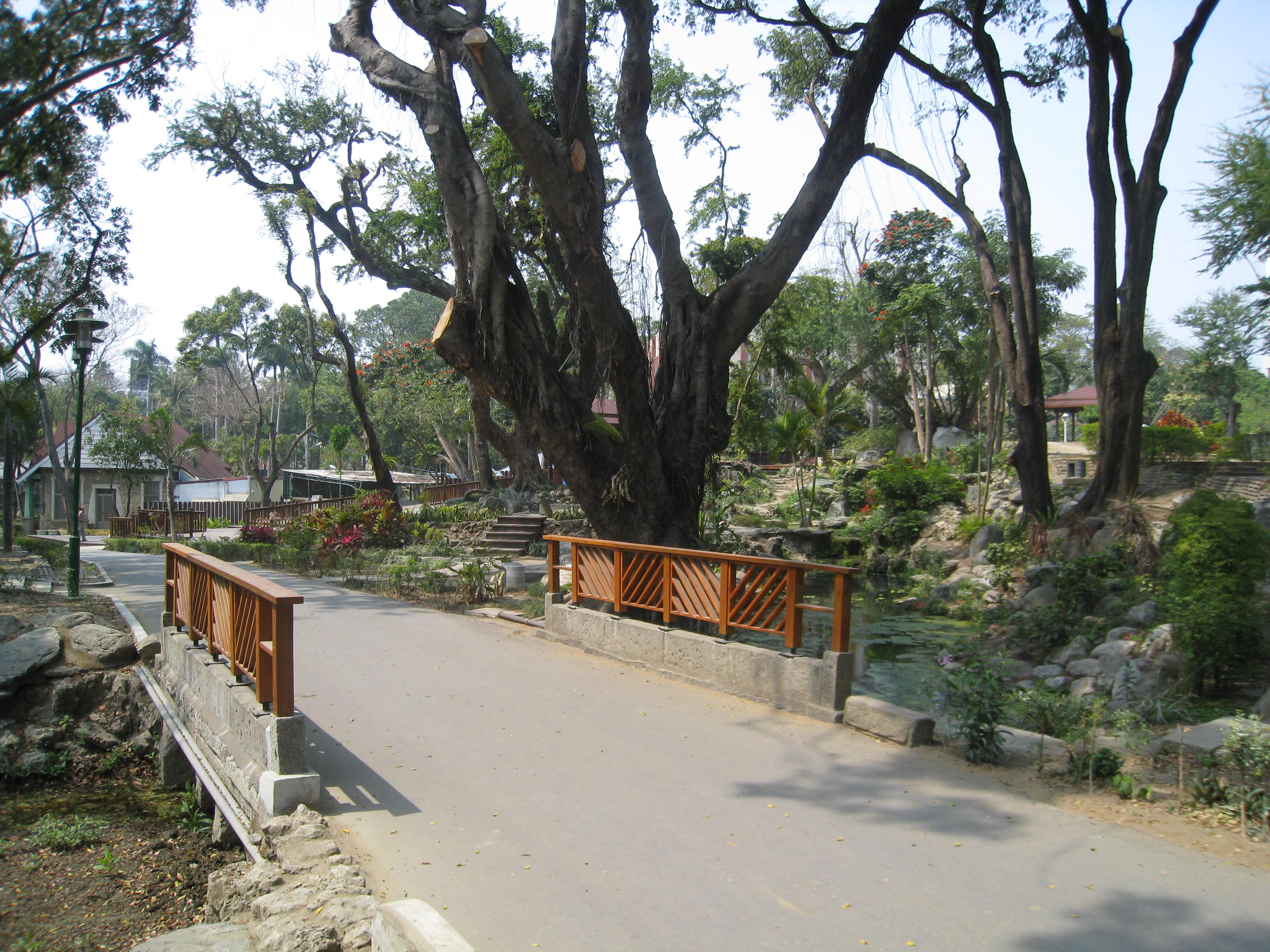
臺南公園日治時期人工造景溪流。
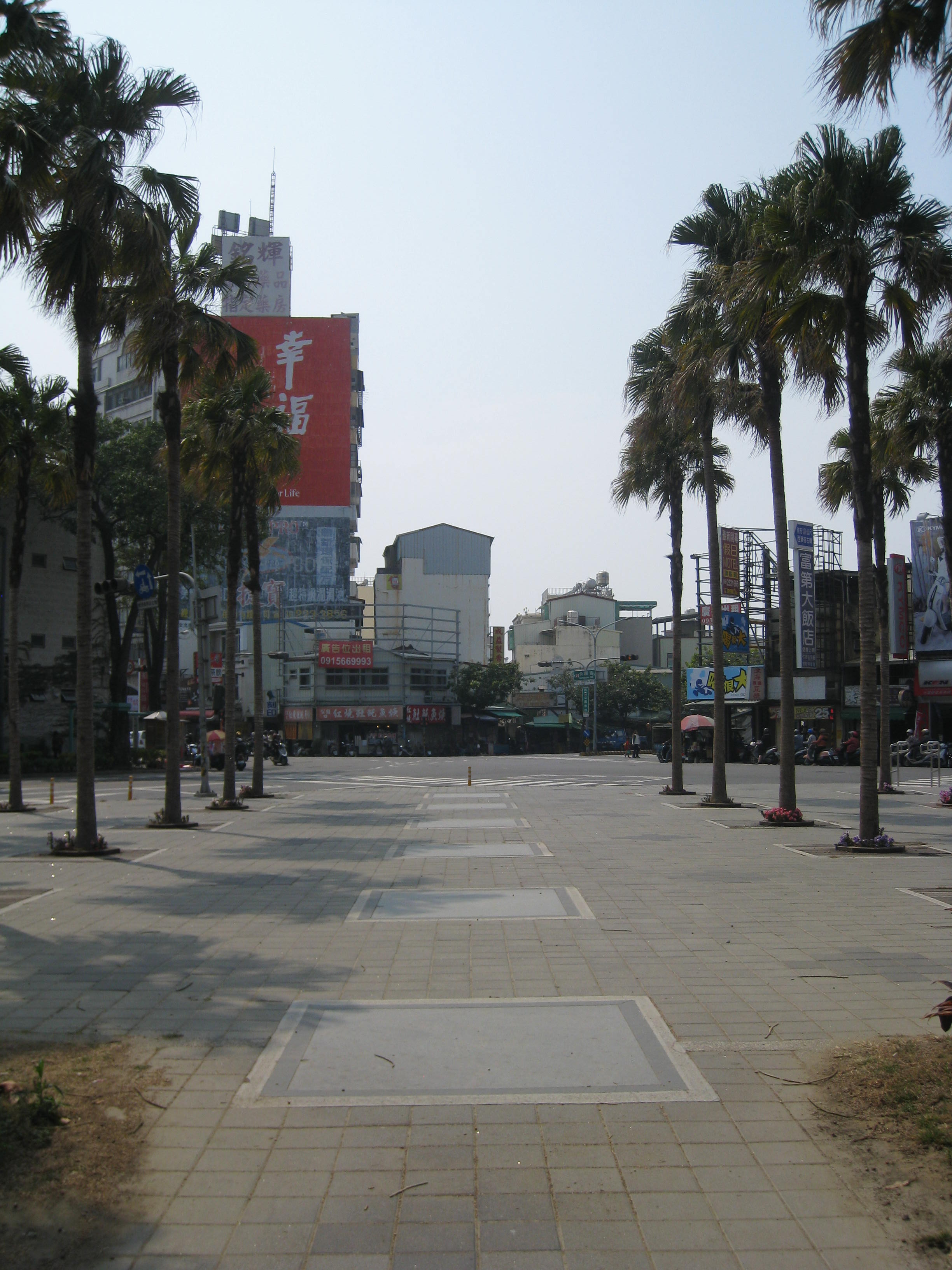
臺南公園西南角為公園正式大門，指向對側總爺老街。
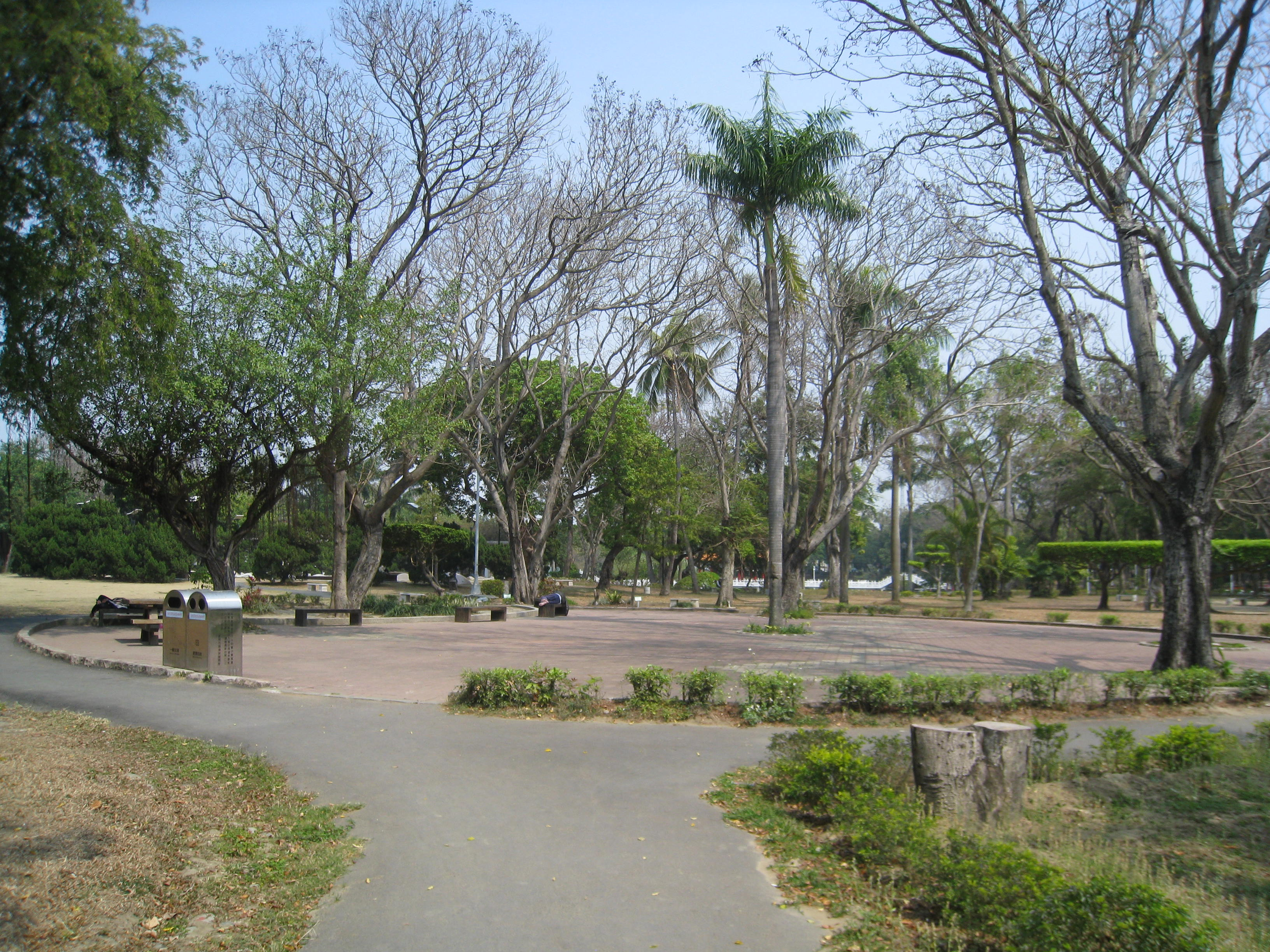
臺南公園蔣中正銅像舊址
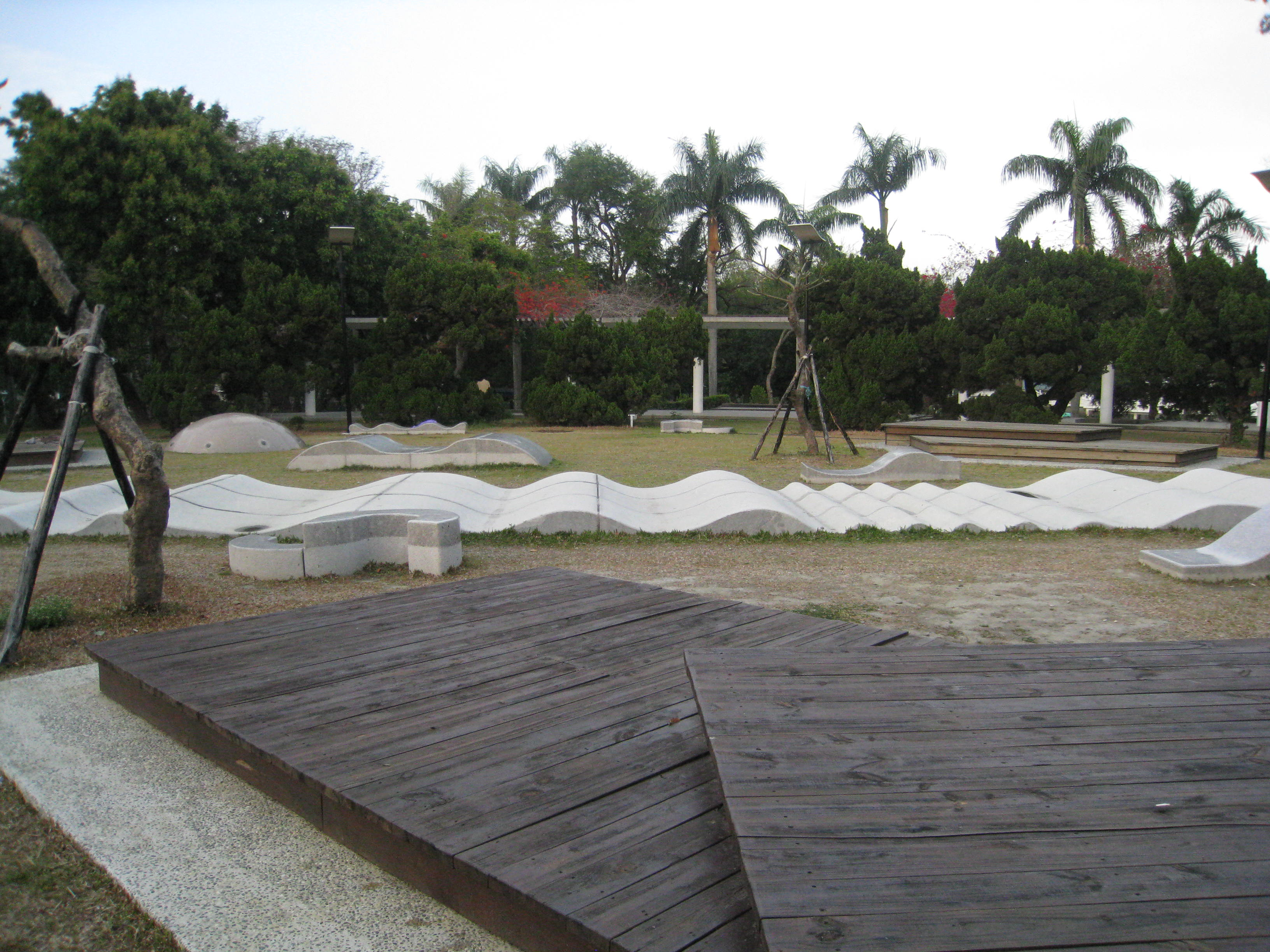
臺南公園噴水池舊址
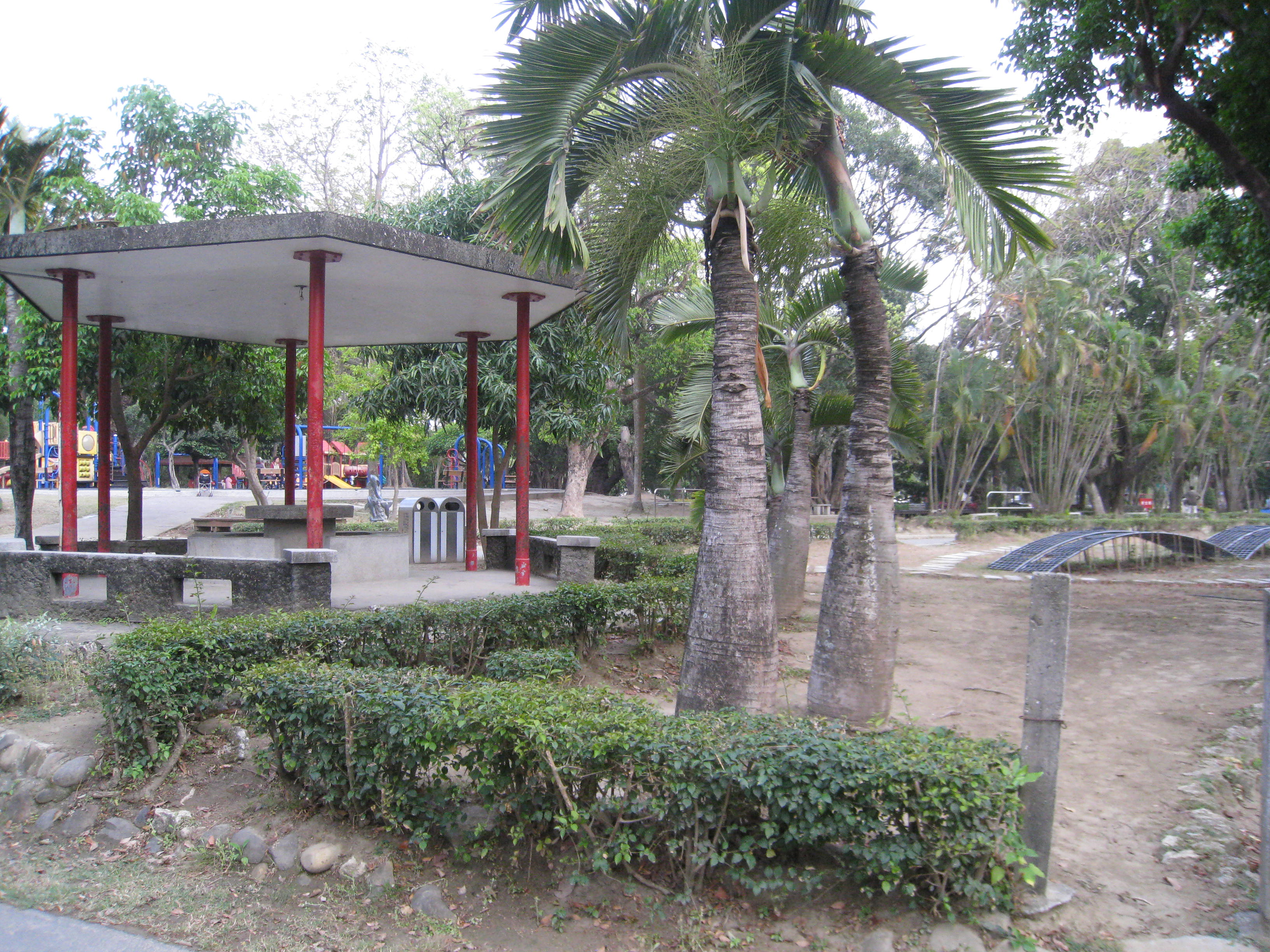
臺南公園鳥園舊址
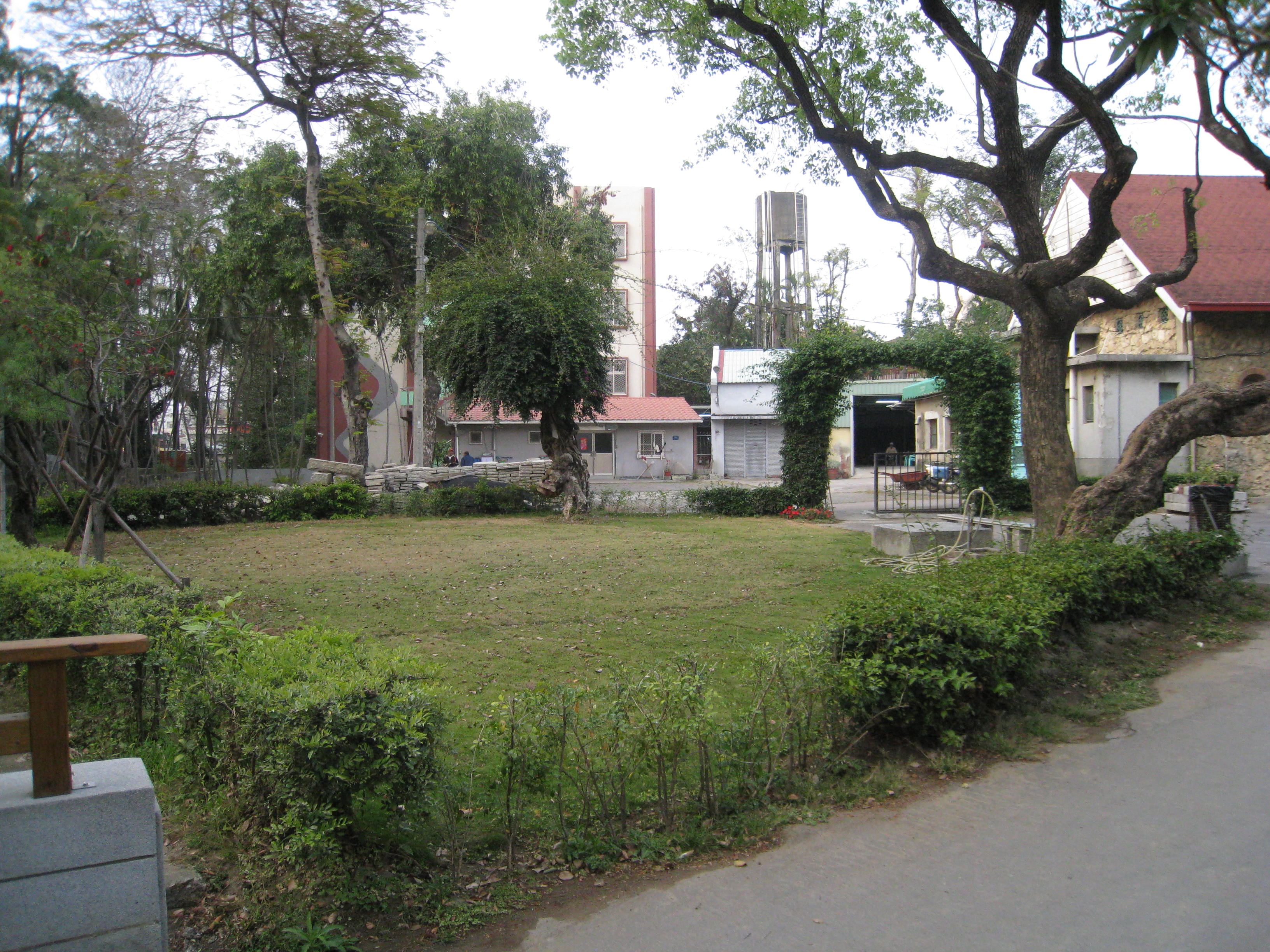
臺南公園猴園舊址
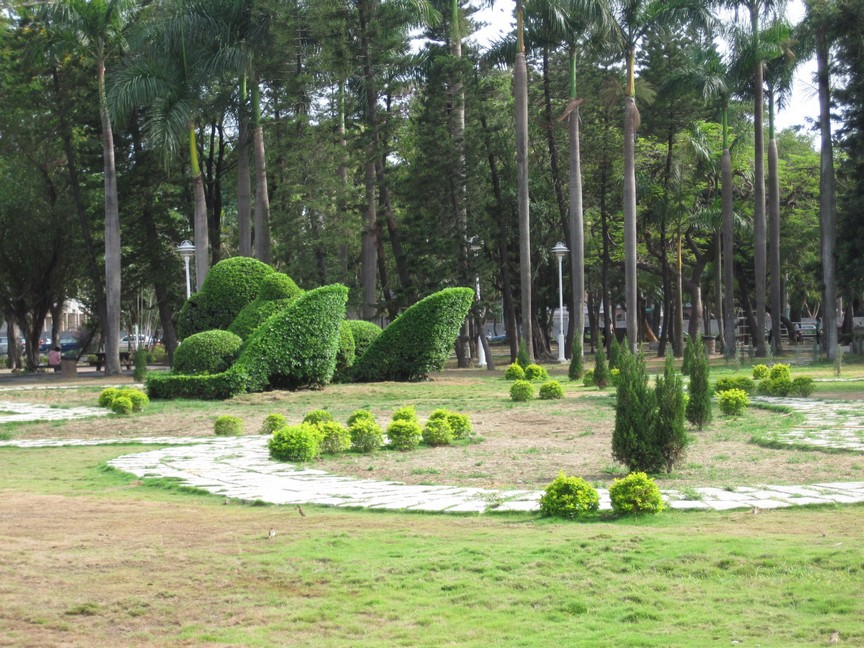
公園內一景
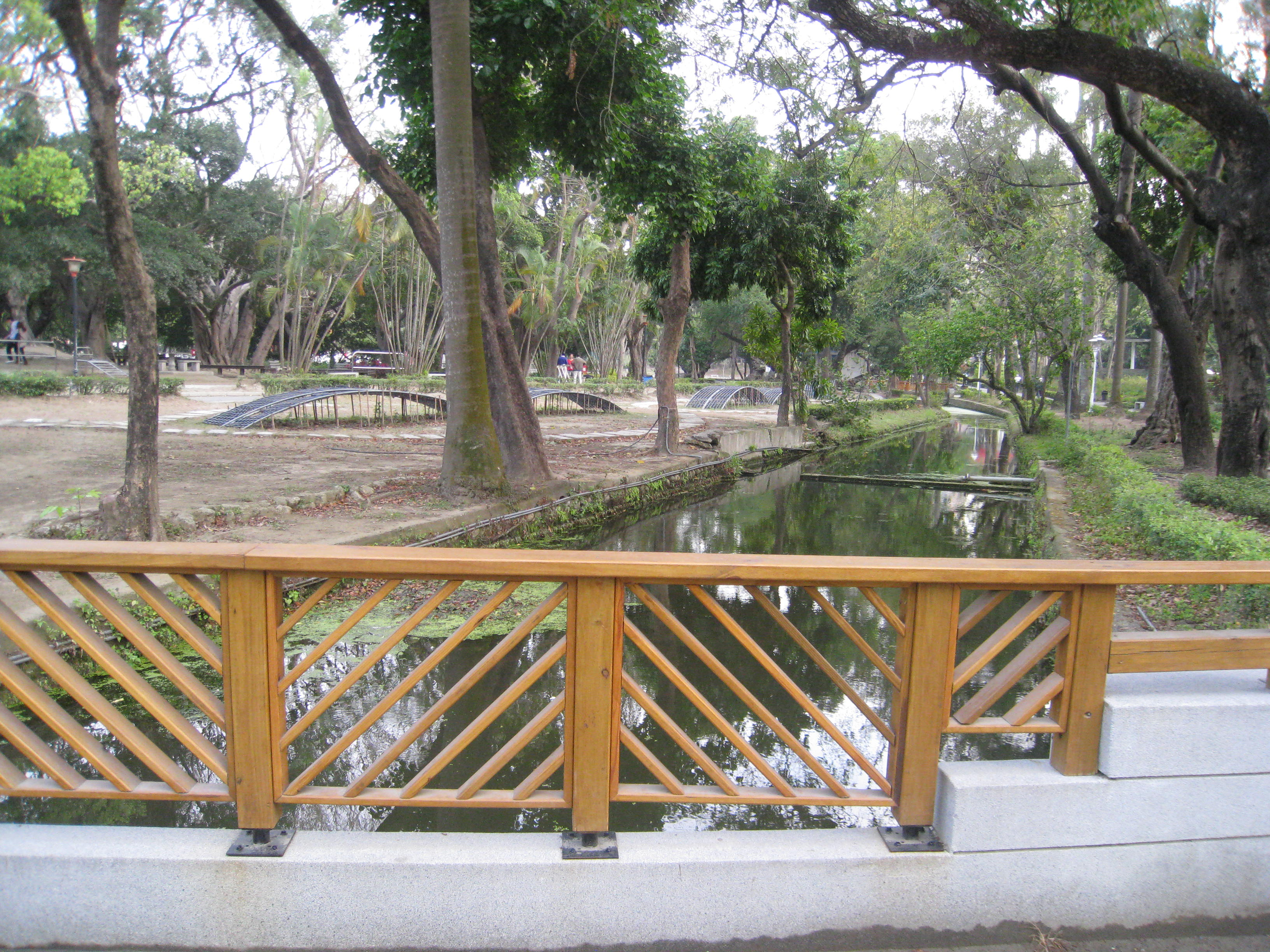
臺南公園文元溪
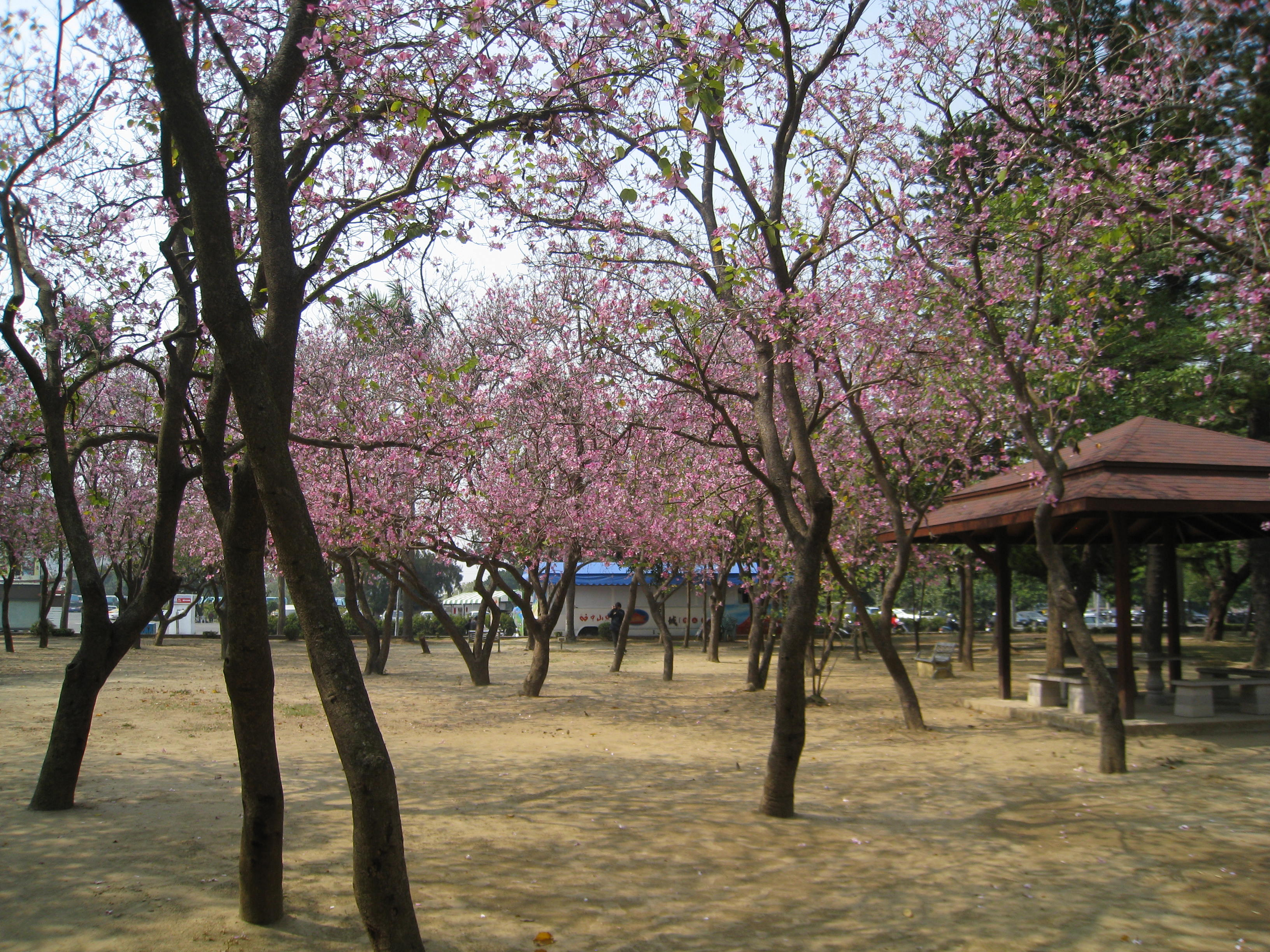
臺南公園公園路側羊蹄甲（原運動場）
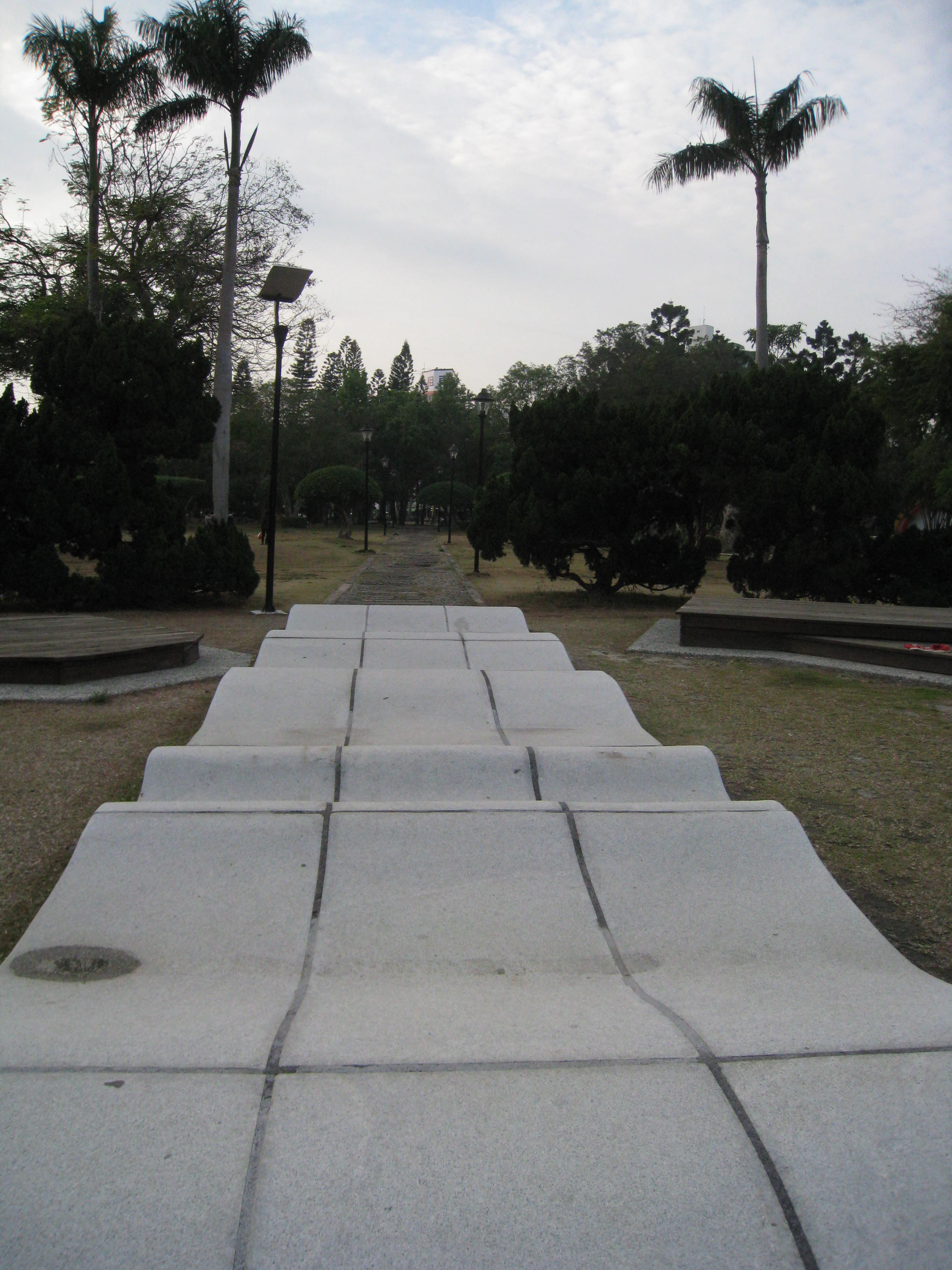
臺南公園城牆意象指向原小北門（今民德國中前）

## 外部連結
- 國立臺灣歷史博物館2011年1月1日觀‧臺灣第八期